# Mombin-Crochu
Mombin Crochu (Haïtiaans-Creools: Monben Kwochi) is een stad en gemeente in Haïti met 34.700 inwoners. De plaats ligt 47 km ten zuidoosten van de stad Cap-Haïtien. De gemeente maakt deel uit van het arrondissement Vallières in het departement Nord-Est.
Er wordt koffie en citrusvruchten verbouwd.

## Indeling
De gemeente bestaat uit de volgende sections communales:
| Nr. | Naam          | Km²    | Inw.2015 |
| --- | ------------- | ------ | -------- |
| 1   | Sans Souci    | 67,77  | 13.869   |
| 2   | Bois Laurence | 123,74 | 20.831   |